# Timetade
Timetade (in greco antico: Θυμαιτάδαι?, Thymaitádai) era un demo dell'Attica situato a ovest di Atene, a nord-ovest del Pireo, presso la moderna Keratsini.

## Descrizione
Il suo nome deriva da Timete, l'ultimo re teseide di Atene. Il demo possedeva un porto, da cui salpò segretamente Teseo verso Creta, chiamato "porto dei ladri" (in greco antico: Φώρων λιμήν?, Phóron limén) perché frequentato da contrabbandieri data la sua inaccessibilità dalla terraferma. Era un piccolo porto circolare all'ingresso della baia di Salamina, che, secondo Dodwell, si chiama ancora con lo stesso nome di un tempo; continua a essere un punto di partenza per i traghetti diretti a Salamina, così come nell'antichità.
Sono state rinvenute le rovine di due templi, uno su un'altura vicino alla costa ed uno ad un quarto di miglio di distanza, sulla strada verso Atene: quest'ultimo probabilmente era dedicato ad Eracle, che veniva particolarmente venerato dalla comunità dei tetrákomoi radicata nei demi di Pireo, Falero, Xipete e, appunto, Timetade. Questo tempio era situato sul lato attico dello stretto di Salamina e fu dalle alture nella zona, dette di Egaleo, che Serse assistette alla rovina della flotta persiana nella battaglia di Salamina. Questo punto non offre una completa visibilità dello specchio d'acqua, ma Serse probabilmente lo scelse perché vicino al porto, da cui erano salpate le sue navi.
Molto celebrati erano gli indumenti in pelle di capra prodotti nel demo, le σισύραι (sisýrai). Gli abitanti di Timetade erano famosi per la loro natura litigiosa.